# شهرستان دربند (روسیه)
شهرستان دربند (روسی: Дербентский райо́н) یکی از شهرستان‌های جمهوری داغستان است که مرکز اداری و سیاسی آن شهری به نام دربند (روسیه) می‌باشد. جمعیت شهرستان دربند بر پایه آخرین سرشماری در سال ۲۰۱۰ میلادی ۹۹٬۰۵۴ می‌باشد.